# Palaeencephalon
Palaeencephalon (von altgriechisch παλαιός palaios, deutsch ‚alt‘, und ἐγκέφαλος engéphalos, deutsch ‚Gehirn‘) oder Alt- oder Urhirn ist ein von Ludwig Edinger 1908 postuliertes Konzept des ursprünglichen Wirbeltiergehirns. Er nahm an, dass Hirnstamm, Riechkolben und die unterhalb des Hirnmantels gelegenen Anteile des Endhirns die phylogenetisch ältesten Hirnteile sind und bei allen Wirbeltieren auftreten. Bei Rundmäulern und vielen Fischen seien sie die einzigen Hirnteile. Hirnmantel und Thalamus stellt er diesen Anteilen als Neencephalon (Neuhirn) gegenüber. Edinger nahm an, dass alle wesentlichen Grundfunktionen wie Bewegung, Nahrungsaufnahme und Fortpflanzung im Palaeencephalon beheimatet seien und dass dieser Hirnteil bei allen Vertebraten konserviert ist. Das Neencephalon zeige eine deutliche phylogenetische Weiterentwicklung und findet im Neocortex des Menschen seine Vollendung.
Edingers Konzept gilt heute als wissenschaftlich überholt.